# George French Angas

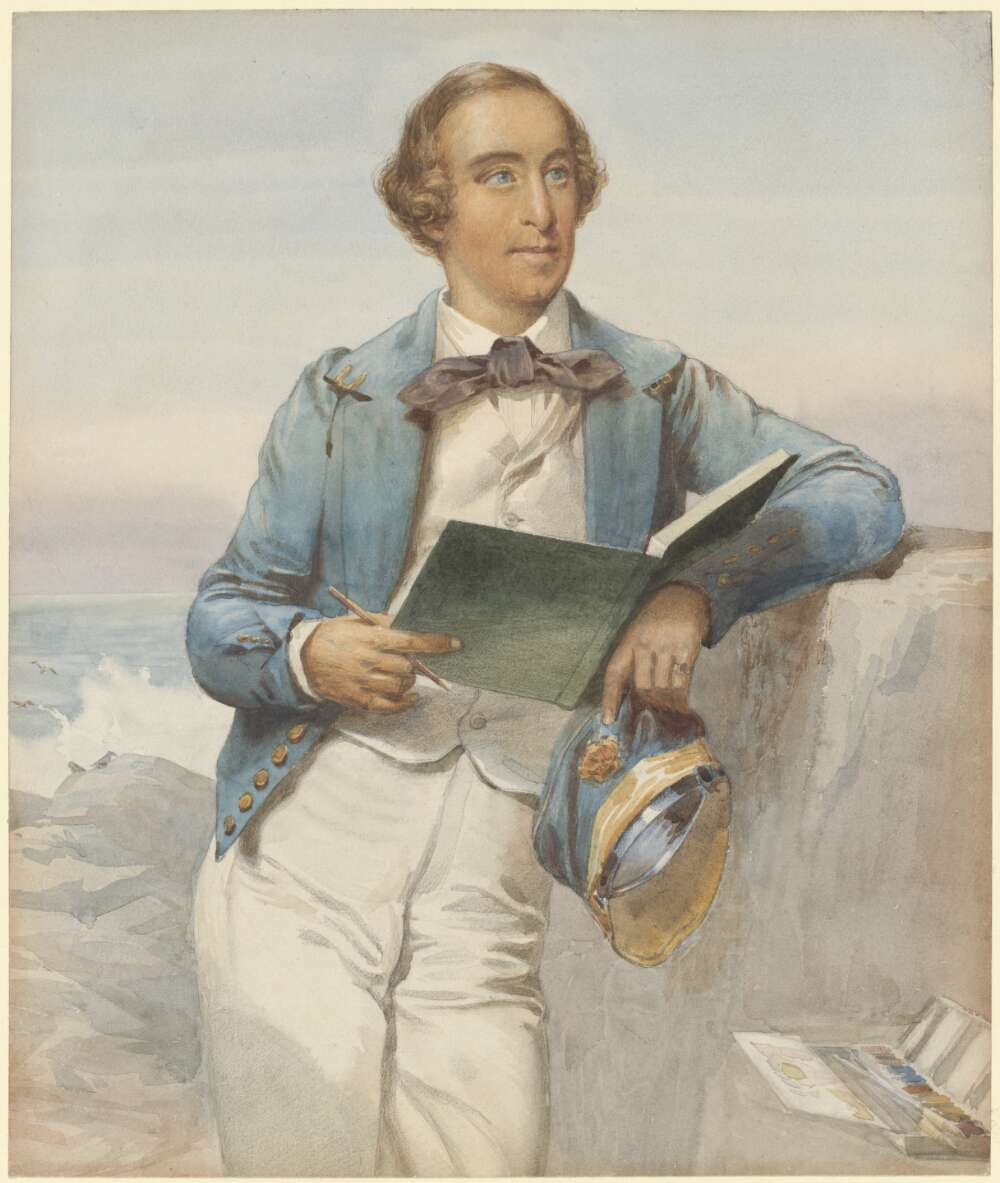
George French Angas

George French Angas (25 de abril de 1822 – 4 de octubre de 1886), fue un explorador, naturalista y pintor inglés.
Nació en Newcastle upon Tyne, hijo mayor de George Fife Angas, conocido por su protagonismo en la colonización de Australia Meridional. Hijo de George Fife Angas y de Rosetta French. A pesar de mostrar un notable talento para el dibujo, fue empleado en una casa comercial londinense por su padre. Durante un viaje por Europa en 1842 publicó su primer libro, «Ramblas en Malta y Sicilia». Como resultado de esta experiencia, dio la espalda al mundo del comercio, y se dedicó a estudiar la historia natural, dibujos anatómicos, y litografía. A bordo de sus viajes, pronto descubrió que sus habilidades resultaban muy útiles.
Angas pintó algunos de los primeros paisajes de Australia Meridionakl. Luego de llegar a Adelaida en enero de 1844, se unió a una expedición al interior con George Edward Grey. Pronto inició una serie de extensos viajes a los lagos del río Murray, al valle de Barossa, y a la península de Fleurieu, (frente a la Isla Canguro) escribiendo sus impresiones sobre la colonia recién establecidas, sus habitantes, paisaje, flora y fauna. Luego de un viaje a Nueva Zelandia, regresó en 1845 a Australia Meridional y exploró hasta Port Lincoln. Al año siguiente regresó por un corto tiempo a Inglaterra.
El siguiente viaje de Angas fue en 1846 a Sudáfrica, donde pasó dos años en la provincia de Natal y en El Cabo, trabajando en colecciones de dibujos y acuarelas que se publicaron en 1849 como «The Kafirs Illustrated».
El antílope africano, «Nyala» o Tragelaphus angasii fue nombrado en su honor.
Contrajo matrimonio en Irlanda el 27 de diciembre de 1849 con Anna Alice Mary Moran, natural de Irlanda. Con sucesión en Chile, Inglaterra y Australia. 

## Publicaciones
- A Catalogue of paintings by George French Angas, illustrative of the natives and scenery of New Zealand and South Australia: also sketches in Brazil, Cape Verde Islands, New South Wales, &c. &c. (Londres: s.n., 1846).
- George French Angas, South Australia illustrated (Londres: Thomas M'Lean, 1847).
- George French Angas, The New Zealanders illustrated (Londres: Thomas M'Lean, 1847).
- George French Angas, The Kafirs illustrated in a series of drawings taken among the Amazulu, Amaponda and Amakosa tribes (Londres: J. Hogarth, 1849).
- George French Angas, Six views of the gold field of Ophir, at Summerhill and Lewis Ponds Creeks (Sídney: Woolcott and Clarke, 1851).
- George French Angas, Australia: a popular account of its physical features, inhabitants and productions, with the history of its colonization (Londres: Society for Promoting Christian Knowledge, 1865?).
- George French Angas, Polynesia: a popular description of the physical features, inhabitants, natural history and productions of the islands of the Pacific. With an account of their discovery, and of the progress of civilization and christianity amongst them (Londres: Society for Promoting Christian Knowledge, 1866?).
- 1846 South Australia
- 1847 Savage life and scenes in Australia and New Zealand: being an artist's impressions of countries and people at the antipodes  (Lithographers Day & Haghe, Publishers Smith Elders & Co., Adelaide)
- 1849 The Kafirs Illustrated (Londres: Hogarth Press)[2]
- 1849 Description of the Barossa Range and Its Neighbourhood in South Australia  (Smith, Elder & Co., Londres)

## Abreviatura (zoología)
La abreviatura Angas  se emplea para indicar a George French Angas como autoridad en la descripción y taxonomía en zoología.

- Datos: Q3101586
- Multimedia: George French Angas / Q3101586
- Especies: George French Angas